# Kajman żakare
Kajman żakare (Caiman yacare) – gatunek gada z rodziny aligatorowatych. Jego nazwa pospolita, kajman piraniowy, nawiązuje do widocznych zębów żuchwy, które wystają na boki szczęki górnej.

## Występowanie
Występuje w Ameryce Południowej: północnej Argentynie, południowej Brazylii i Boliwii oraz w Paragwaju. Trzyma się raczej z dala od rwących rzek, wybierając spokojniejsze strumienie. 
Szacowana populacja wynosi 2-5mln. osobników i jest stabilna. 
Jest gadem słodkowodnym. Zajmuje rozmaite siedliska w tym rzeki i jeziora. Ma najdalej na południe wysunięty zasięg spośród wszystkich kajmanów. Preferuje tereny o wysokości nie przekraczającej 400m n.p.m..

## Charakterystyka

### Morfologia
Długość ciała kajmana wynosi od 2,5 do 3 m. Z wyglądu podobny do kajmana okularowego i do niedawna był uważany za jego podgatunek. Jak u wszystkich kajmanów skórę grzbietu i brzucha pokrywają kostne płytki w odcieniach brązu. 

### Pokarm
Spośród wodnych bezkręgowców głównie ślimaki oraz kręgowce: ryby, płazy, gady i ptaki. Poluje, czając się w wodzie oraz na brzegach. Jego silny ogon potrafi wynurzyć się z wody, łapiąc ofiarę w locie.

### Rozmnażanie
Najczęściej w środku pory deszczowej samica buduje gniazdo w kształcie kopca, do którego składa od 21 do 38 jaj. Samica pozostaje w pobliżu gniazda i pomaga młodym przy wylęgu. Świeżo po narodzeniu młode mają około 30 cm długości. Młode opuszczają gniazdo w marcu. Osiąga dojrzałość płciową w wieku 10-15 lat. 

### Styl życia
Wykorzystują dźwięki, zachowania oraz wibracje w celu komunikacji. W celu przekazania informacji na dłuższą odległość wykorzystują infradźwięki. 